# Mirja Lehtonen
Mirja Lehtonen (19 octobre 1942 à Uurainen - 25 août 2009 à Multia) est une ancienne fondeuse finlandaise.

## Jeux olympiques
- Jeux olympiques d'hiver de 1964 à Innsbruck 
  -  Médaille d'argent sur 5 km.
  -  Médaille de bronze en relais 3 × 5 km.

## Championnats du monde
- Championnats du monde de ski nordique 1962 à Zakopane 
  -  Médaille de bronze en relais 3 × 5 km.